# El alma de los niños
 El alma de los niños es una película de Argentina en blanco y negro dirigida por Carlos Borcosque según su propio guion escrito sobre la novela Alegría, de Leonor Nanni Prieto que se estrenó el 6 de diciembre de 1951 y que tuvo como protagonistas a Julio Norberto Esbrez, Carlos Perelli y Maruja Roig. La película fue filmada en la provincia de Mendoza.

## Sinopsis
En el terremoto de San Juan de 1944 mueren los padres de un niño quien debe ir a vivir con una tía malvada pero que, finalmente, triunfa como actor.

## Reparto
- Julio Norberto Esbrez
- Carlos Perelli
- Maruja Roig
- Jorge Ragel
- Nora Gálvez
- Hugo Lanzillotta
- Paola Loew
- Julio J. Malaval
- Fausto Rodríguez
- Carlos Abel Caso
- Francisco Lodrago
- Vito Acquaviva
- Luis Bertolini
- Valo Caneva
- Yoli Vergani
- Mary Lewis
- Nery Smirna
- Antonio Baena
- Miguel Falsa
- Salomón Michitte
- Adolfo Verde
- Jorge Iris
- Juan C. Romero
- Ruben H. Cogni

## Comentarios
El Heraldo del Cinematografista opinó:

”El argumento es harto modesto y sensiblero sin que la emoción llegue a todo el público pese a la acumulación de desgracias que abruman al protagonista…El ambiente es simpático y el film está presentado en limitados escenarios.”